# Oidaematophorus medius
Oidaematophorus medius is een vlinder uit de familie van de vedermotten (Pterophoridae). De wetenschappelijke naam van de soort is voor het eerst geldig gepubliceerd in 1921 door Barnes & Lindsey.